# Patranomodon nyaphulii
Patranomodon nyaphulii è un terapside estinto, appartenente agli anomodonti. Visse nel Permiano medio (Wordiano, circa 265 - 268 milioni di anni fa) e i suoi resti fossili sono stati ritrovati in Sudafrica.

## Descrizione
Questo animale doveva essere di corporatura relativamente tozza e robusta, e non doveva superare la taglia di una mangusta. Il cranio era dotato di orbite abbastanza grandi e possedeva un muso moderatamente allungato. Patranomodon possedeva una dentatura completa costituita da denti dalla corona alta presenti in ciascun lato della mascella, compresi incisivi a forma di cucchiaio. Erano presenti anche ampi denti sul palato. Le serie di denti di mascella e mandibola andavano a incastrarsi perfettamente una volta che la bocca era chiusa, così come avviene nei mammiferi, e permettevano a Patranomodon di masticare piante.

## Classificazione
Patranomodon è stato descritto per la prima volta nel 1990 sulla base di un cranio ritrovato nella zona di Combrinkskraal (Sudafrica). Patranomodon è considerato uno dei più antichi e primitivi fra gli anomodonti, un grande gruppo di terapsidi erbivori che nel corso della loro evoluzione diedero origine ad animali quasi privi di denti (i dicinodonti), dotati di due sole zanne corte nella mascella e di un becco corneo simile a quello delle tartarughe. Affine a Patranomodon è Anomocephalus, ancor più primitivo. Patranomodon è considerato uno dei più antichi e primitivi rappresentanti dei Chainosauria, un gruppo di anomodonti che si svilupperà nel corso del Permiano fino a dare origine ai dicinodonti. Negli stessi luoghi e nello stesso periodo viveva Eodicynodon, un altro anomodonte considerato vicino all'origine dei dicinodonti.

## Paleobiogeografia
La scoperta di Patranomodon in Sudafrica ha corroborato l'ipotesi che gli anomodonti si siano originatisi nei continenti meridionali (Gondwana) piuttosto che in quelli settentrionali (Laurasia), come precedentemente ritenuto. Altri fossili di animali simili, come Biseridens rinvenuto in Cina, proverebbero invece il contrario.